# Правительственные войска (Протекторат Богемии и Моравии)
Правительственные войска (чеш. Vládní vojsko, нем. Regierungstruppen) — вооружённые силы протектората Богемии и Моравии во время германской оккупации Чехословакии.
Созданные 25 июля 1939 года, легко вооружённые подразделения численностью менее 7.000 человек предназначались для обеспечения внутренней безопасности на протяжении большей части своего существования, за исключением короткого периода, когда эти силы были развернуты в Северной Италии для поддержки немецких войск весной 1944 года. После окончания Второй Мировой войны генерал-инспектор правительственных войск Ярослав Эмингер был предан суду за сотрудничество с Германией и оправдан.

## История

### Организация
Правительственные войска были созданы вслед за роспуском Чехословацкой Армии, который последовал за германской оккупацией Чешских земель, по приказу правительства протектората Богемии и Моравии № 216. Германское решение разрешить организацию вооружённых сил под непосредственным контролем протектората было связано с тремя факторами. Во-первых, роспуск чехословацкой армии привёл к значительному росту уровня безработицы, а создание вооружённых сил могло по крайней мере отчасти решить эту проблему. Во-вторых, Германия стремилась узаконить свою оккупацию, демонстрируя определённую терпимость к чешским институтам. В-третьих, была очевидна необходимость в наличии личной охраны для государственного президента Эмиля Гахи.

Штатная численность правительственных войск составляла 7000 человек, на пике численности она насчитывала около 6500 человек, которые были организованы в 12 батальонов (по 480 человек) по 4 роты каждый. Несмотря на столь малую численность, в составе этих войск состояло 40 генералов.
Эмиль Гаха, государственный президент Богемии и Моравии, был главнокомандующим войск. Оперативное командование возлагалось на генерал-инспектора, которым на протяжении всего существования правительственных войск был Ярослав Эмингер. Войска были разделены на три региональных инспектората со штабами в Праге, Градец-Кралове и Брно, каждому из которых подчинялось по 4 батальона.
На первый батальон правительственных войск была возложена охрана президента государства, а также общественные обязанности в президентской резиденции в замке Лани. С ноября 1939 года они совместно с немецкими войсками взяли на себя обязанности по охране Пражского Града, которые ранее выполнялись стражей Пражского Града несуществующей армии Чехословакии.
Первоначально основная часть правительственных сил состояла из бывших солдат и офицеров, переведённых из состава бывшей армии Чехословакии. По политическим причинам многие из них были впоследствии уволены и заменены новобранцами, которые не были связаны с вооружёнными силами независимой Чехословакии. Новобранцами были только мужчины-чехи в возрасте от 18 до 24 лет арийской этничности, ростом не менее 165 см, здоровые и не имеющие судимостей. Последний ежегодный призыв в армию был проведён в 1943 году.
В мае 1945 года, с падением стран Оси, контроль над правительственными войсками де-факто перешёл к правительству Чехословакии, которое распустило эти подразделения после перевода их части в состав возрождённой армии Чехословакии.

### Боевые действия
До 1944 года правительственные войска обеспечивали безопасность железных дорог, мостов и прочих стратегических объектов, выполняли общественные обязанности и проводили аварийно-спасательные и инженерные работы, а также помогали полиции. Зимой 1943/1944 года они были привлечены для захвата перевалочных пунктов парашютистов, используемых бойцами чешского сопротивления. Согласно одному источнику, на вопрос подчинённого офицера, что должны делать солдаты в случае успешного перехвата парашютистов, генерал Ярослав Эмингер сказал: «если их будет мало, вы проигнорируете их, если их будет много, вы присоединитесь к ним».
В 1943 году министр образования Эммануэль Моравец продвигал идею отправки правительственных войск на Восточный фронт. Государственный президент обсуждал это предложение с обергруппенфюрером СС Карлом Германом Франком, который решил не передавать это предложение Гитлеру.
Единственный раз правительственные силы были развёрнуты вне границ протектората в мае 1944 года, когда почти все войска, кроме первого батальона, были перемещены в Северную Италию для поддержки немецких операций. Обязанности солдат в Италии были сведены к строительству фортификаций и полевых позиций. В течение первых месяцев около 800 солдат перешли на сторону итальянских партизан, что было вызвано осуществлённой управлением стратегических служб США пропагандистской кампанией «операция квашеная капуста».

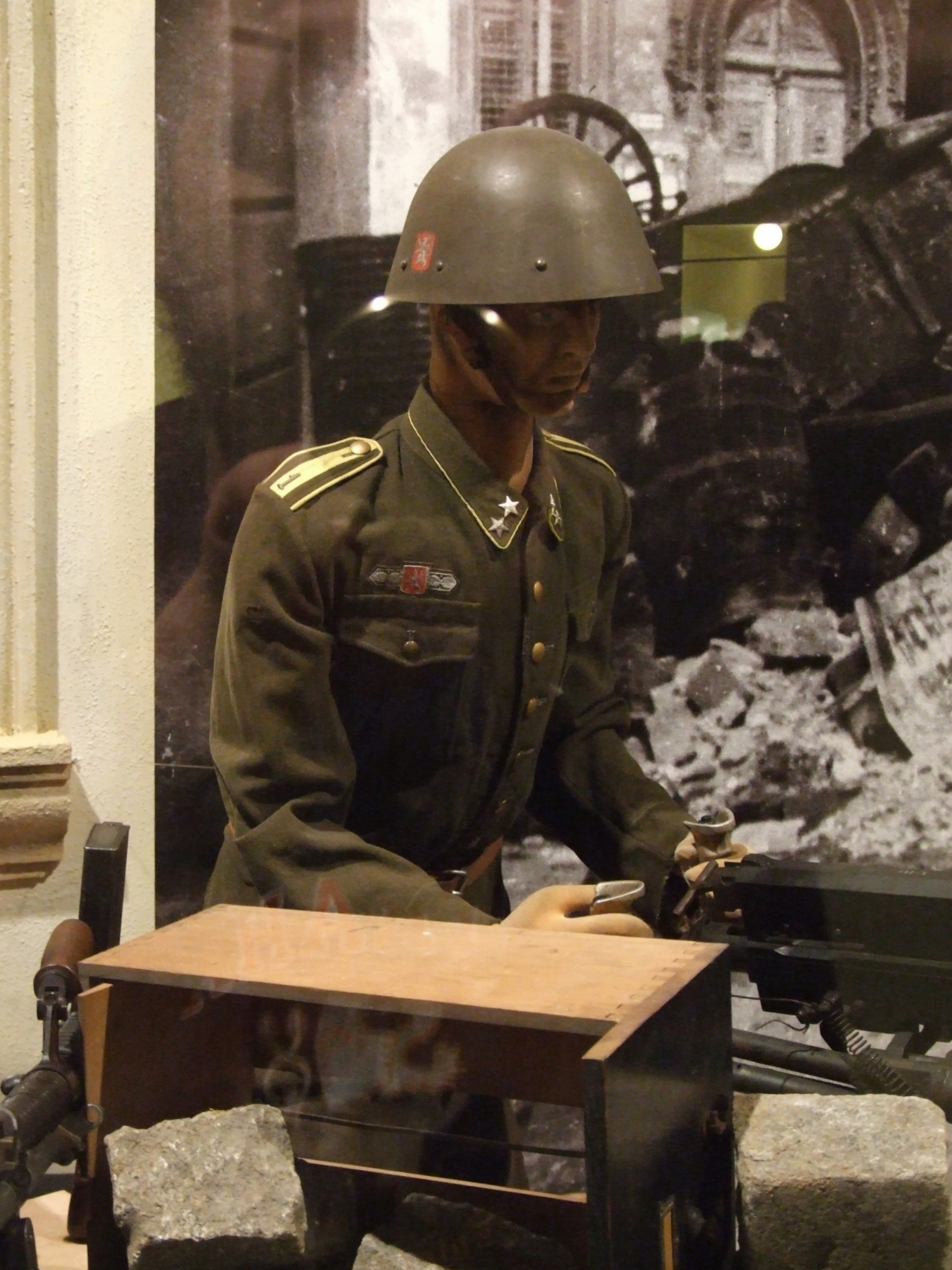
Униформа правительственных войск Богемии и Моравии

5 мая 1945 года первый батальон правительственных войск восстал и присоединился к чешским повстанцам в Пражском восстании. Солдаты батальона приняли участие в боях за городскую радиостанцию и Пражский град, а также захватили немецкий бронепоезд.

## Униформа и экипировка
Правительственные войска были экипированы лёгким вооружением. В его состав входили пистолеты vz. 24, револьверы M1898, винтовки Mannlicher M1895 и штыки. Униформа солдат правительственных войск была основана на униформе бывшей чехословацкой армии с использованием знаков различия бывшей австрийской армии.
Единственной наградой в правительственных войсках был введённый в 1944 году трёхклассовый знак отличия «за неоднократную помощь немецким войскам».

## Звания
| Звание в 1939–40   | Звание в 1939–40 | Звание в 1940–45  | Звание в 1940–45  | Звание в вермахте         |
| ------------------ | ---------------- | ----------------- | ----------------- | ------------------------- |
|                    |                  |                   |                   | General der Waffengattung |
| Generál I. třídy   |                  |                   |                   |                           |
|                    |                  |                   |                   | Generalleutnant           |
| Generál II. třídy  |                  |                   |                   |                           |
|                    |                  |                   |                   | Generalmajor              |
| Generál III. třídy |                  |                   |                   |                           |
|                    |                  |                   |                   | Oberst                    |
| Plukovník          |                  |                   |                   |                           |
|                    |                  |                   |                   | Oberstleutnant            |
| Podplukovník       |                  |                   |                   |                           |
|                    |                  |                   |                   | Major                     |
| Major              |                  |                   |                   |                           |
|                    |                  |                   |                   | –                         |
| Štábní kapitán     | Štábní kapitán   | Hejtman I. třídy  | Hejtman I. třídy  |                           |
|                    |                  |                   |                   | Hauptmann                 |
| Kapitán            | Kapitán          | Hejtman           | Hejtman           |                           |
|                    |                  |                   |                   | Oberleutnant              |
| Nadporučík         |                  |                   |                   |                           |
|                    |                  |                   |                   | Leutnant                  |
| Poručík            |                  |                   |                   |                           |
|                    |                  |                   |                   | Stabsfeldwebel            |
| Praporčík          | Praporčík        | Štábní strážmistr | Štábní strážmistr |                           |
|                    |                  |                   |                   | Oberfeldwebel             |
| Štábní rotmistr    | Štábní rotmistr  | Vrchní strážmistr | Vrchní strážmistr |                           |
|                    |                  |                   |                   | Feldwebel                 |
| Rotmistr           | Rotmistr         | Strážmistr        | Strážmistr        |                           |
|                    |                  |                   |                   | Unterfeldwebel            |
| Rotný              |                  |                   |                   |                           |
|                    |                  |                   |                   | Unteroffizier             |
| Četař              |                  |                   |                   |                           |
|                    |                  |                   |                   | Obergefreiter             |
| Desátník           |                  |                   |                   |                           |
|                    |                  |                   |                   | Gefreiter                 |
| Svobodník          |                  |                   |                   |                           |
|                    |                  |                   |                   | Schütze                   |
| Vojín              | Vojín            | Střelec           | Střelec           |                           |
| Source:            |                  |                   |                   |                           |

## Наследие
Вопрос о том, можно ли считать правительственные войска коллаборационистским формированием или же они являются лишь армией покорённого государства, до сих пор является дискуссионным. Генерал-инспектор войск Ярослав Эмингер после завершения Второй мировой войны был предан суду по обвинению в коллаборационизме и оправдан. Некоторые военнослужащие принимали активное участие в операциях сопротивления одновременно со службой в армии, а в последние дни войны присоединились к Пражскому восстанию.